# Igreja Presbiteriana Renovada do Brasil
A Igreja Presbiteriana Renovada do Brasil é uma denominação Protestante brasileira fundada em 1975 pela fusão de duas igrejas antecessoras, a Igreja Cristã Presbiteriana (dissidente da Igreja Presbiteriana do Brasil) e da Igreja Presbiteriana Independente Renovada (separada da Igreja Presbiteriana Independente do Brasil). A motivação do surgimento de ambas as denominações anteriores foi a influencia do movimento pentecostal. Em 2024, a denominação tinha 1.300 igrejas e congregações em todo o Brasil, com cerca de 174.419 membros.

## História
Após movimento em prol de avivamento que ocorreu no meio presbiteriano brasileiro, na década de 60 do século XX, nasceram duas igrejas com doutrinas, práticas, objetivos e características semelhantes: a Igreja Cristã Presbiteriana (1968-1975), ICP, em 1968, (dissidente da Igreja Presbiteriana do Brasil) e a Igreja Presbiteriana Independente Renovada, a IPIR, em 1972 (dissidente da Igreja Presbiteriana Independente do Brasil). A maioria dos membros estava nos estados de São Paulo e Paraná.
A afinidade levou essas igrejas a uma aproximação, que resultou na união das duas denominações, no dia 08 de janeiro de 1975, selada numa memorável assembleia constitutiva, realizada em Maringá, PR, nascendo, assim, a Igreja Presbiteriana Renovada do Brasil (IPRB).
A primeira assembleia elegeu como seu primeiro presidente o pastor Palmiro Andrade.
A IPRB adotou o Jornal Aleluia, fundado em 1972, como seu órgão oficial. O Instituto Bíblico de Cianorte fora elevado à categoria de seminário.
Sua sede está localizada em Maringá, PR, onde reside seu presidente.

## Estatísticas
| Ano  | Membros |
| ---- | ------- |
| 1975 | 8.335   |
| 2000 | 80.025  |
| 2006 | 100.832 |
| 2007 | 107.335 |
| 2008 | 116.742 |
| 2009 | 120.807 |
| 2010 | 127.968 |
| 2011 | 131.972 |
| 2012 | 139.009 |
| 2013 | 142.043 |
| 2014 | 144.432 |
| 2015 | 152.619 |
| 2016 | 154.048 |
| 2024 | 174.419 |

A IPRB nascera com 8.335 membros, 12.497 alunos nas escolas bíblicas dominicais, 84 igrejas, 94 congregações, 7 campos missionários, 59 pastores, 89 evangelistas, 257 presbíteros, 278 diáconos, 97 templos e salões de cultos, 26 casas pastorais, 34 terrenos, 776 assinantes do Jornal Aleluia e 60 alunos no Seminário Presbiteriano Renovado de Cianorte. 
De acordo com as estatísticas de 2011, a igreja tinha 132 mil membros e 474 congregações e 50 presbitérios. No final de 2012, a denominação já tinha 139.009 membros em 778 congregações e 694 pontos de pregação e mais de 803 pastores. O número de presbitérios é 53.
Em 2016, a igreja declarou 154.048 membros em 53 presbitérios.
Em 2024, em homenagem realizada na Câmara dos Deputados do Brasil, foi relatado que a denominação tinha mais de 160 mil membros.
Em 2025, em homenagem na Câmara dos Vereadores de Osasco, foi relatado que a denominação tem poucos menos do 170 mil membros, mais de 1,3 mil igrejas e 1,5 mil pastores, em 39 países.
Em 2024, a igreja divulgou novas estatísticas detalhadas, informando ter: 174.419 membros, dois quais 1.578 eram pastores. Neste ano, a denominação tinha 61 presbitérios e 1.300 igrejas. Além do Brasil, tinha igrejas em outros 39 países, com 180 missionários.

## Doutrina
A denominação possui uma confissão de fé própria. Porém, existem divergências doutrinárias entre os pastores da denominação quanto ao seu conteúdo, de forma que alguns afirmam que não houve amplo debate sobre o texto. A confissão adere a alguns elementos da Confissão de Fé de Westminster (CFW). Todavia, é fortemente influenciada pela doutrina arminiana clássica.
A seguir, as principais diferenças da confissão de fé da IPRB e a Confissão de Fé de Westminster (CFW), adotada por outras denominações presbiterianas (IPB, IPIB, IPFB e IPU):
| Confissão                    | Igreja Presbiteriana Renovada do Brasil | Confissão de Fé de Westminster |
| ---------------------------- | --- | --- |
| Arbítrio humano              | Afirma o livre-arbítrio humano (capítulo 9)                                                                                                 | Nega que o homem tenha arbítrio livre após a queda (capítulo 9) |
| Origem da fé salvadora       | Afirma a fé salvadora como obra humana, potencialmente produzida por Deus (capítulo 11)                                                     | Afirma que a fé salvadora é obra do Espírito de Cristo (capítulo 14) |
| Batismo                      | Por imersão e credobatista, ou seja apenas aos adultos (capítulo 15)                                                                        | Estabelece o batismo por aspersão ou efusão e administrado aos filhos dos crentes, na forma pedobatista (capítulo 28)                                                                   |
| Ceia do Senhor               | Ceia do Senhor como memorial da morte de Cristo, conforme a visão de Ulrico Zuínglio (capítulo 16)                                          | Presença espiritual de Cristo na Ceia, comunicada aos eleitos pelo Espírito Santo, conforma a visão de João Calvino                                                                     |
| Batismo com o Espírito Santo | Segunda benção, posterior a conversão, que habilita os crentes a cumprirem a missão da Igreja, conforme a posição pentecostal (capítulo 19) | Não é tratado na confissão, mas visto pelas igrejas reformadas como a própria conversão                                                                                                 |
| Dons                         | Crê na continuidade de todos os dons carismáticos (capítulo 20)                                                                             | Não é tratado na confissão, mas a maior parte das igrejas reformadas adere ao Cessacionismo quanto aos sons carismáticos, afirmando terem sido necessários apenas na fundação da igreja |
| Escatologia                  | Escatologia pré-milenista dispensacionalista (capítulo 22 e 24)                                                                             | Não tratada de forma clara na confissão, mas a visão majoritária nas igrejas reformadas é o Amilenarismo                                                                                |

## Governo
A IPRB adota um sistema de governo misto. Contém elementos do presbiterianismo nas igrejas locais (pastores e presbíteros); tem presbitérios, formados pelos pastores e por um representante de cada igreja local. Porém, não tem sínodos. A Assembleia Geral da Denominação é formada por todos os pastores e por um representante de cada igreja local. 
A Igreja tem sua Diretoria Executiva, eleita trienalmente pela Assembleia Geral. A Diretoria Administrativa é formada pela Diretoria Executiva, pelos presidentes dos presbitérios, e pelos presidentes das chamadas "instituições gerais" (Junta de Publicações, Seminários e MISPA, que é o órgão de Missões). A Diretoria Administrativa pode tomar importantes decisões eclesiásticas sem representação das igrejas locais.

## Formações Teológicas
A denominação opera dois seminários: Seminário Presbiteriano Renovado em Anápolis, Goiás e Seminário Presbiteriano Renovado em Cianorte, Paraná.